# Saint-Méard-de-Gurçon
Saint-Méard-de-Gurçon (okzitanisch Sent Meard de Gurçon) ist eine französische Gemeinde mit 801 Einwohnern (Stand 1. Januar 2022) im Département Dordogne in der Region Nouvelle-Aquitaine.

## Lage
Saint-Méard-de-Gurson liegt in einer Höhe von etwa 75 Metern ü. d. M. im Westen des Départements Dordogne. Bergerac, der Hauptort des Arrondissements, ist etwa 27 Kilometer in südöstlicher Richtung entfernt.

## Bevölkerungsentwicklung
| Jahr      | 1962 | 1968 | 1975 | 1982 | 1990 | 1999 | 2006 | 2017 |
| Einwohner | 877  | 846  | 763  | 776  | 751  | 795  | 804  | 813  |

Die Gemeinde hatte im 19. Jahrhundert zeitweise mehr als 1500 Einwohner. Infolge der Reblauskrise im Weinbau und der Mechanisierung der Landwirtschaft sank die Bevölkerungszahl auf die Tiefststände der letzten Jahrzehnte ab.

## Wirtschaft
In früheren Zeiten lebten die Einwohner der Gemeinde als Selbstversorger von der Landwirtschaft, zu der auch der Weinbau und die Zucht von Schafen und Ziegen gehörten. In der Umgebung des Ortes finden sich noch einige Weinfelder, deren Produkte über die Appellation Montravel (AOC) verhandelt werden. doch spielt der Tourismus in Form der Vermietung von Ferienwohnungen (gîtes) inzwischen eine wichtigere Rolle im Wirtschaftsleben der Gemeinde.

## Geschichte
Eine der Abtei von Baignes zugehörige Kirche wird bereits Ende des 11. Jahrhunderts erwähnt. Diese wurde im Jahr 1122 an die Benediktiner-Abtei von Uzerche weitergegeben.

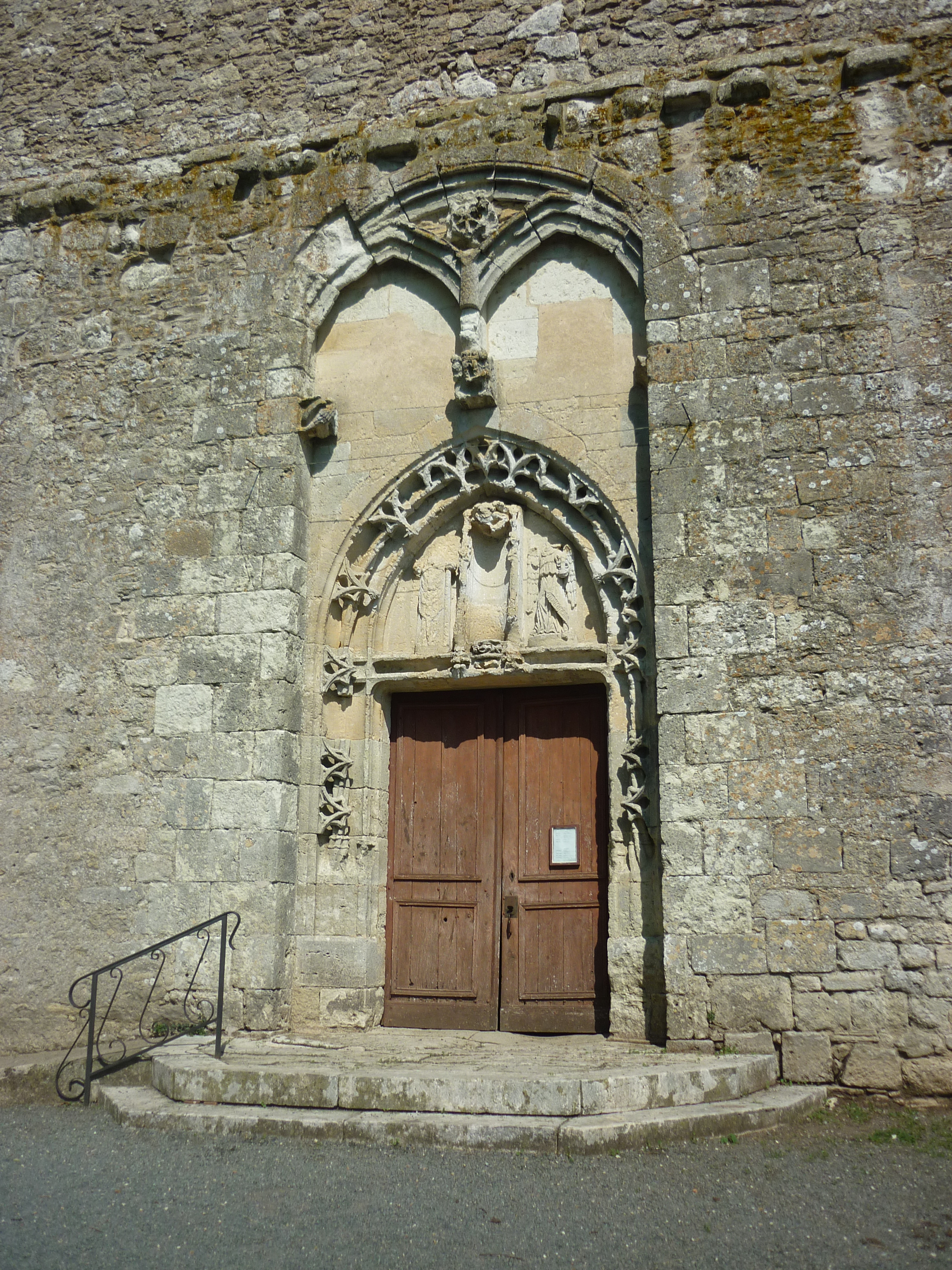
Spätgotisches Portal der Kirche

## Sehenswürdigkeiten
- Trotz ihres schmucklosen und massiv wirkenden romanischen Westturms ist die Pfarrkirche (Saint-Médard) in wesentlichen Teilen ein spätgotischer Bau des 15./16. bzw. eine Neukonstruktion des 19. Jahrhunderts. Apsis und Langhaus verfügen – im Vergleich zu den romanischen Kirchen der Umgebung – über vergleichsweise große maßwerklose Spitzbogenfenster und sind durch sich nach oben verjüngende Strebepfeiler gegen den Gewölbeschub stabilisiert. Am später in das Erdgeschoss des Turmes eingefügten – inzwischen zerstörten – Portal mit seinen beinahe freiplastischen Maßwerkspitzen treten die Dekorfreude und das handwerkliche Können der spätgotischen Steinmetze am deutlichsten zutage. Im Tympanonfeld befand sich ehemals eine Verkündigungsgruppe, von der der Engel noch erkennbar ist. Der Kirchenbau wurde im Jahr 1974 als Monument historique[1] anerkannt.
- In der Nähe der Apsis steht die spätmittelalterliche – auf Holzstützen ruhende – Markthalle (halle) des Ortes.
- Wenige Meter südwestlich der Kirche befindet sich ein überdachter Waschplatz (lavoir) aus dem 19. Jahrhundert.